# Chlorestes eliciae
Chlorestes eliciae là một loài chim trong họ Trochilidae.